# Polo de Ecoturismo do Município de São Paulo
O Polo de Ecoturismo do Município de São Paulo é uma região na zona sul da cidade  instituída pela Prefeitura do Município de São Paulo para estimular o desenvolvimento da agroecologia e turismo sustentável.

## Localização
Localizado na zona sul do município de São Paulo, o Polo de Ecoturismo é composto pelos Distritos de Parelheiros, Marsilac, e Grajaú.

## Criação
Criado pela Prefeitura de São Paulo em janeiro de 2014 , o Polo de Ecoturismo do Município de São Paulo possui um Conselho Gestor específico  com representação de diversos setores ligados ao turismo, hospedagem, serviços, instituições, governo e produtores agrícolas com o objetivo de estimular a economia na região. 

## Identidade visual
O Polo possui ainda uma marca de identidade própria  criada e instituída pela prefeitura.

## Atrativos
Com centenas de atrações naturais, culturais, náuticas, agrícolas, históricas e religiosas, o Polo é constituído pelas aldeias guaranis Krukutu e Tenondé Porâ;  APAs - Àreas de Proteção Ambiental Capivarí Monos e Bororé - Colônia; e PESM - Parque Estadual da Serra do Mar  - Núcleo Curucutú; Represas Billings e Guarapiranga, além de várias UCs - Unidades de Conservação e RPPN - Reservas Particulares do Patrimônio Natural .

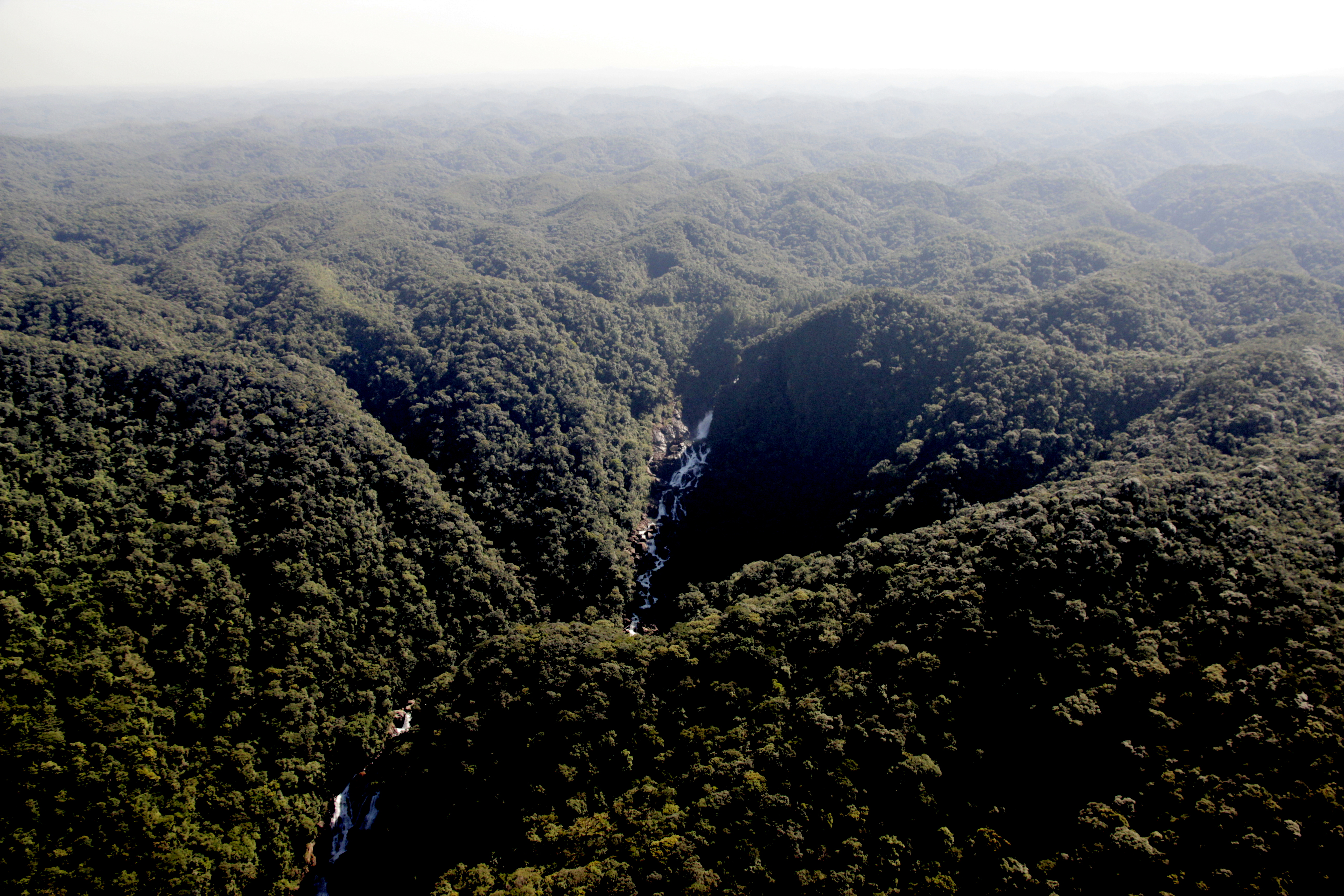
Mata Atlântica e Cachoeira da Usina em Marsilac